# Song Lian
Song Lian (宋濂S) nome di cortesia Jinglian (景濂S) (1310 – 1381) è stato uno storico e politico cinese della dinastia Ming.
Fu consigliere letterario e politico dell'imperatore Hongwu (r. 1368-1398). Prima di allora, al tempo della dinastia Yuan detronizzata dai Ming, era stato una delle figure principali della Scuola Jinhua del Neoconfucianesimo.
In qualità di capo dell'Ufficio nazionale di storia dei Ming, Song Lian diresse la compilazione della storia dinastica ufficiale della precedente dinastia Yuan. La compilazione della Storia degli Yuan, commissionata dalla corte della dinastia Ming, fu completata nel 1370. Sotto la guida di Song Lian, questa storia dinastica ufficiale ruppe con l'antica tradizione storiografica confuciana e stabilì un nuovo paradigma storico secondo il quale l'influenza della storia era pari a quella dei grandi classici confuciani nel dirigere le vicende umane.

Nella storiografia asiatica, la Storia degli Yuan è un'importante fonte per lo studio delle storie dei popoli Han, Tungusi, Mongoli e Turchi.
Il nipote più anziano di Song Lian, Song Shen, fu giustiziato da Zhu Yuanzhang nell'ambito delle indagini del c.d. "caso Hu Weiyong".